# Pyrrosia foveolata
Pyrrosia foveolata är en stensöteväxtart som först beskrevs av Arthur Hugh Garfit Alston, och fick sitt nu gällande namn av Conrad Vernon Morton. Pyrrosia foveolata ingår i släktet Pyrrosia och familjen Polypodiaceae. Utöver nominatformen finns också underarten P. f. lauterbachii.